# Restauración Nacional
Die Restauración Nacional ist eine peruanische Partei.

## Geschichte
Sie wurde 2005 gegründet und erhielt bei der Wahl 2006 zwei Mandate im peruanischen Parlament. Parteigründer ist der chinesischstämmige Fernsehprediger Humberto Lay Sun, Gründer der evangelikalen Iglesia Bíblica Emmanuel. Die Partei ist inzwischen nicht mehr im Parlament vertreten, stellt aber mit Elisbán Ochoa Sosa den Gouverneur der Region Loreto. Zur Präsidentschaftswahl 2021 tritt die Partei mit dem ehemaligen Fußballprofi George Forsyth als Präsidentschaftskandidat an.

## Programm
Die Partei vertrat ursprünglich die typische Ideologie der amerikanischen Christian Right: Anti-Abtreibung, Wirtschaftsliberalismus, traditionelle Familienpolitik, Waffenbesitz, Skepsis am Klimawandel. Insgesamt war die Partei aber deutlich gemäßigter als die fundamentalistische Frente Popular Agrícola del Perú.
Zu den Präsidentschafts- und Parlamentswahlen 2021 tritt die Partei unter dem Namen Victoria Nacional an und änderte ihre gesellschaftspolitische Ausrichtung stärker in Richtung Mitte. So sprach sich Forsyth in Gegensatz zu Parteigründer Humberto Lay für die Rechte von LGBTI-Personen aus und äußerte sich positiv zu einer bürgerlichen Homo-Ehe. Zudem wird das in Peru wichtige Therma der Kriminalitätsbekämpfung in den Vordergrund gerückt. In peruanischen Medien wird Forsyth als unideologisch und „Pro-Business“-Kandidat beschrieben.